# Wechsel
Le Wechsel est un massif de montagnes en Autriche dont le point culminant est le Hochwessel à 1 743 mètres d'altitude. Le massif forme la frontière entre les länder de Basse-Autriche et de Styrie sur environ 15 km, au sud-est du Semmering et au nord-est du Grazer Becken (de), entre le col du Feistritzsattel (de) et le col éponyme du Wechsel (de).

## Géographie

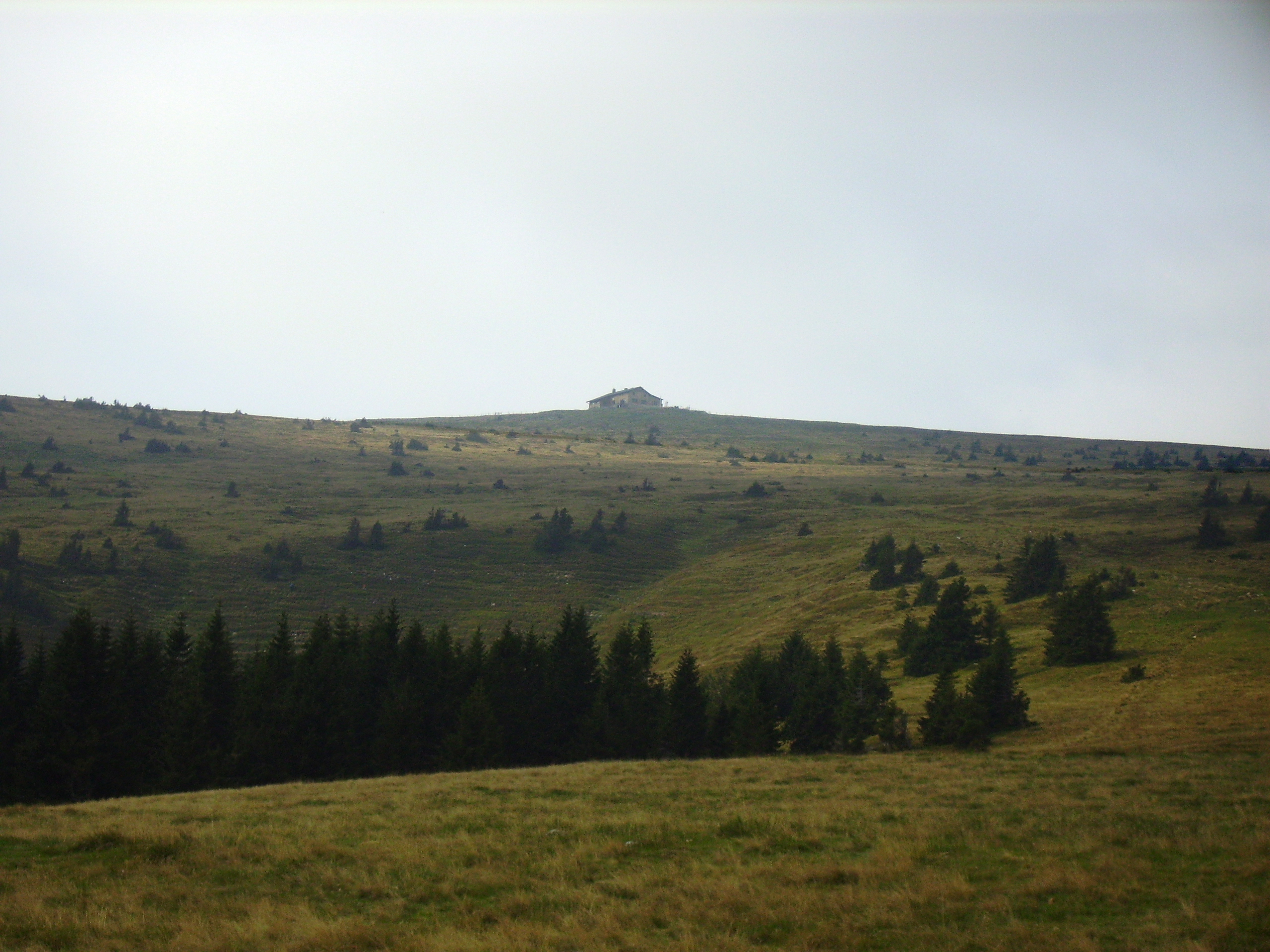
Le Hochwechsel.

Le Wechsel fait partie des montagnes à l'est de la Mur, parmi les plus orientales de l'ensemble de l'arc alpin, à l'exception du Wienerwald.
Son point culminant est le Hochwessel à 1 743 mètres d'altitude, autrefois nommé Hoch Umschuss, sur lequel on trouve le Wetterkoglerhaus (de), un refuge de montagne appartenant au Club alpin autrichien. De là, la crête s'oriente au nord-ouest jusqu'au Umschußriegel (1 720 mètres) puis le Schöbelriegel (1 704 mètres), et à l'est jusqu'au Niederwechsel (1 669 mètres).
Le massif constitue la frontière entre le Joglland (en) et le Bucklige Welt (en), et elle s'étire du bassin de Vienne jusqu'à l'extrême sud-est de la Basse-Autriche. À l'est se trouve la vallée de la Pinka, le massif de Kőszeg et la plaine de Pannonie.
Les lieux importants au pied du Wechsel sont : Aspang-Markt, Aspangberg-St. Peter, Dechantskirchen, Feistritz am Wechsel, Friedberg, Kirchberg am Wechsel, Mönichkirchen, Mönichwald, Pinggau, Trattenbach, St. Corona am Wechsel, Sankt Jakob im Walde, Sankt Lorenzen am Wechsel, Vorau, Waldbach et Wenigzell.

Carte de 1873.
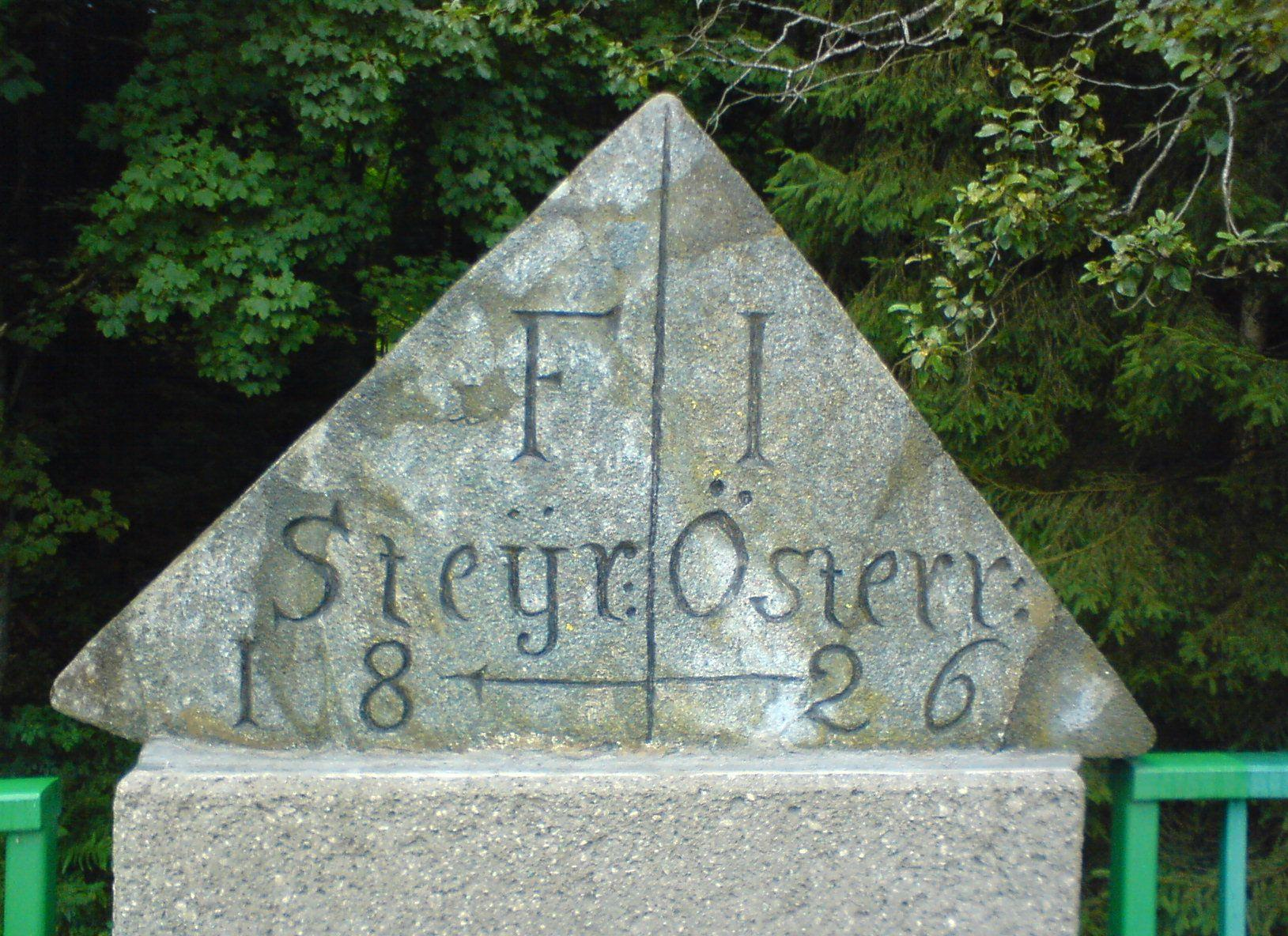
Frontière de 1826 entre le duché de Styrie et la Basse-Autriche à Mönichkirchen.
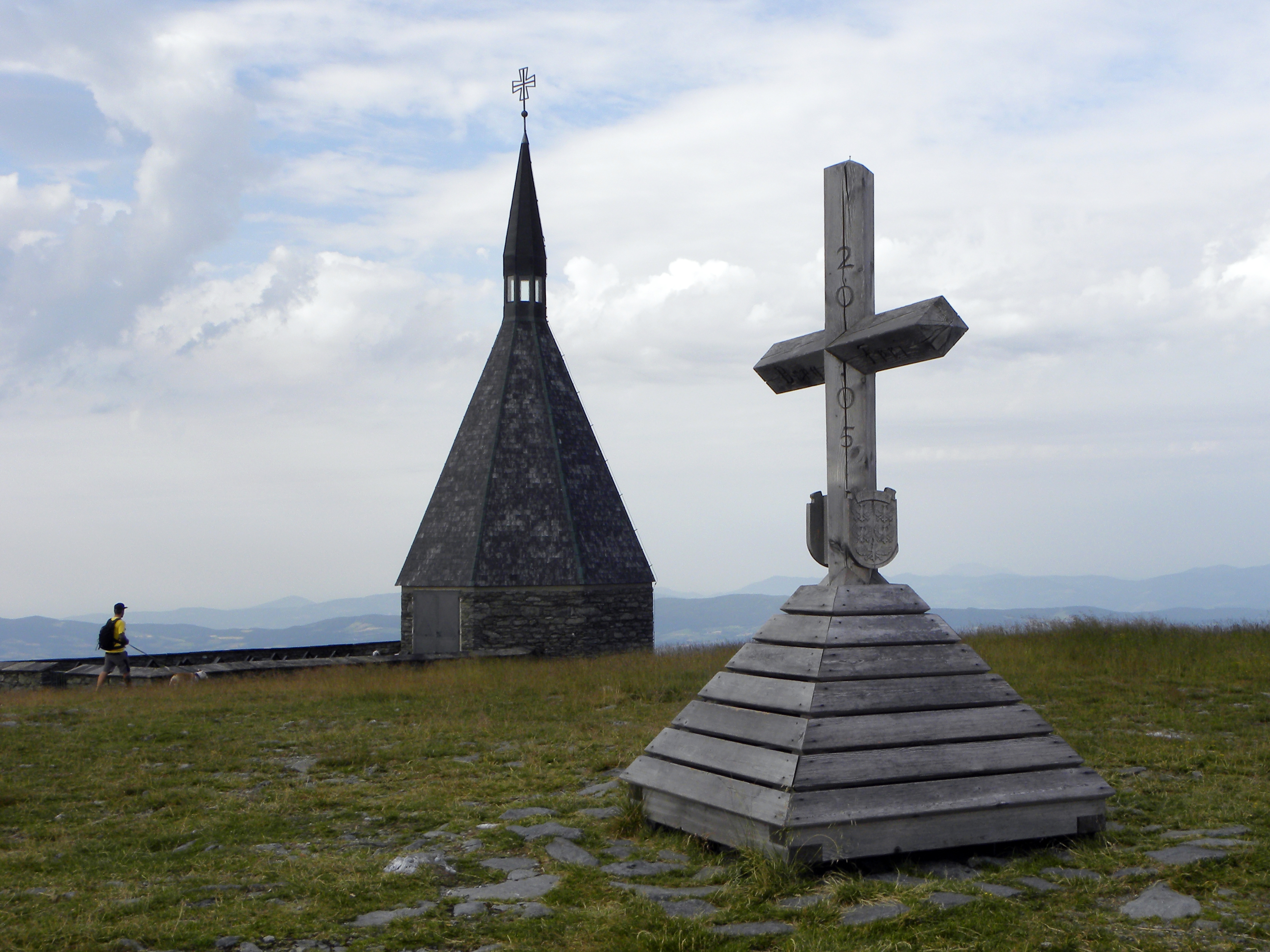
Chapelle et croix sommitale du Hochwechsel.
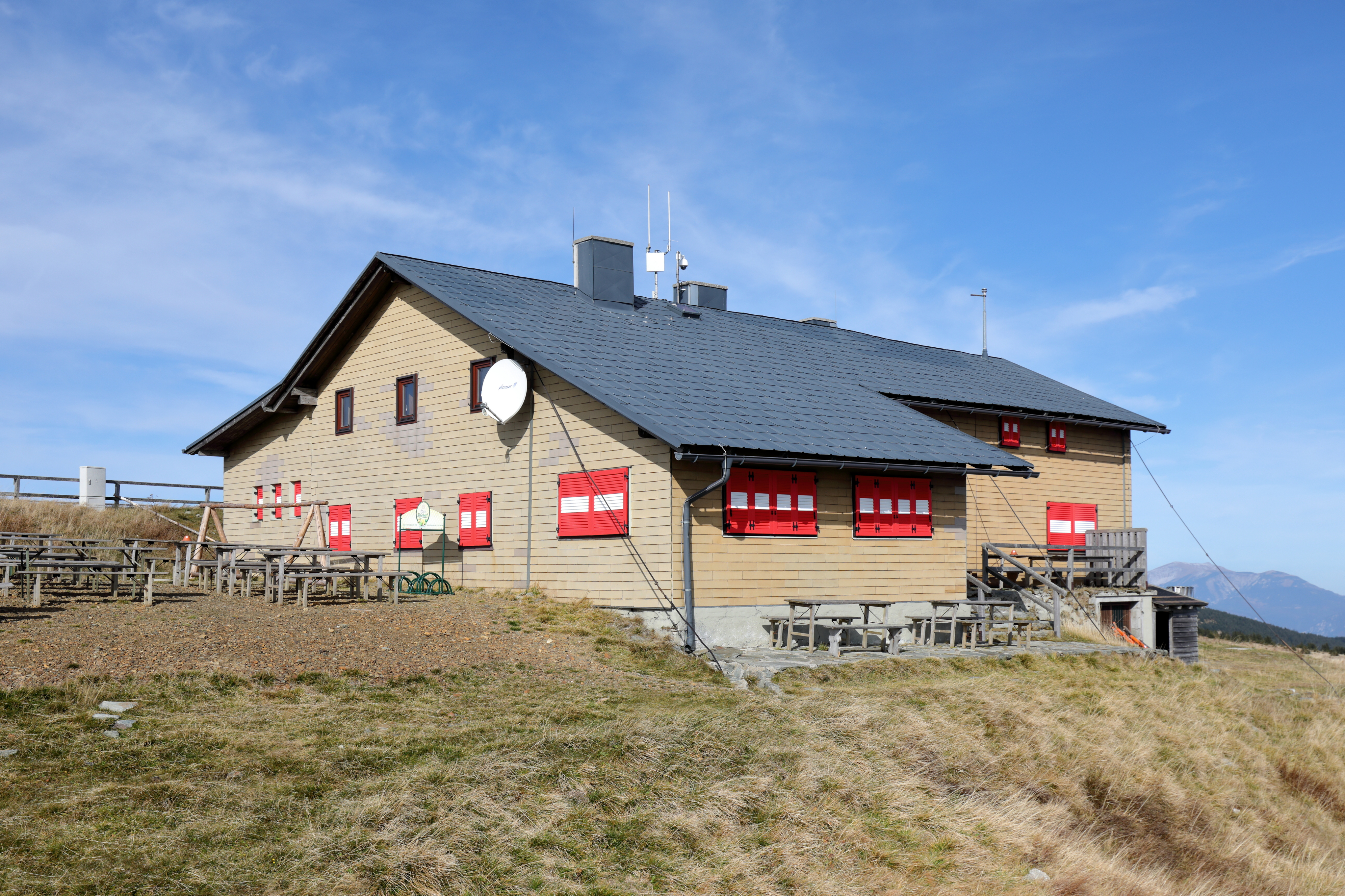
Le refuge de montagne Wetterkoglerhaus (de).
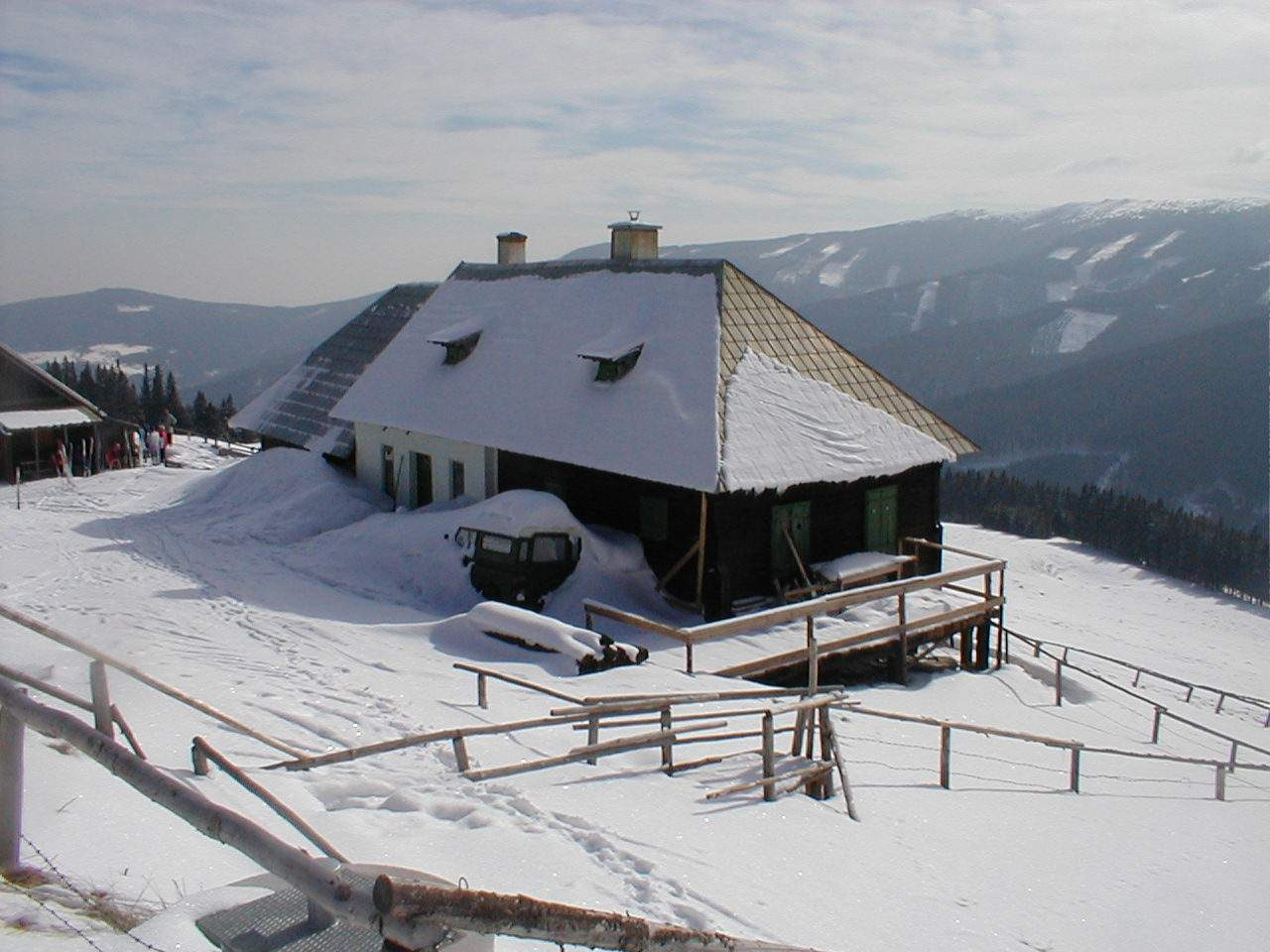
Le Feistritzer schwaig ; en arrière-plan, le Niederwechsel.